# Vigoroso
Vigoroso is een Italiaanse muziekterm met betrekking tot de manier waarop een stuk of passage uitgevoerd dient te worden. Men kan de term vertalen als krachtig. Dit betekent dus dat, als deze aanwijzing wordt gegeven, men zo moet spelen dat kracht wordt uitgedragen. Deze aanwijzing heeft vooral betrekking op de voordracht van een stuk. Hierbij kan gedacht worden aan een niet te lieflijk (piacevole) of vleiend (lusingando) spel. De term moet niet verward worden met een aanwijzing voor de dynamiek, maar geldt alleen voor de voordracht. Indien krachtig spel in de zin van luid spelen verlangd wordt, zal de aanwijzing forte of een verwante aanwijzing gegeven worden.